# Leave in Silence
Singles de Depeche Mode
The Meaning of Love
(26 avril 1982) Get the Balance Right!
(31 janvier 1983)
Pistes de A Broken Frame
My Secret Garden
(2)
Leave in Silence est le sixième single de Depeche Mode sorti le 16 août 1982. C'est le tout premier single de Depeche Mode sorti sous le label Bong au Royaume-Uni, ce qui est toujours le cas aujourd'hui. C'est aussi la première chanson de Depeche Mode à avoir plus d'un remix pour elle-même. Le single a atteint la 12e place des ventes de single au Royaume-Uni.
Leave in Silence apparaît en trois versions. La version single est celle de A Broken Frame avec seulement le petit interlude de fin d'enlevé. Il y a aussi une version plus longue, et une version plus calme qui est elle presque une version a cappella de la chanson, sauf que la plupart des petits samples de la chanson sont toujours là. La version plus longue de Leave in Silence" remplace celle de l'Album sur les versions américaine et japonaise de A Broken Frame.
La face-B est Excerpt From: My Secret Garden, qui est une version instrumentale de My Secret Garden, qui tout comme Leave in Silence apparaît sur A Broken Frame. "Further Excerpts From: My Secret Garden" est une version plus longue sortie en chanson bonus sur les versions américaine et japonaise de A Broken Frame.
Le clip Leave in Silence a été réalisé par Julien Temple, et voit le groupe casser des objets et se parlant tout en ayant les figures peintes d'une couleur différente chacun. Le clip n'a jamais été intégré dans les diverses compilations de clips musicaux de Depeche Mode, les membres du groupe ne l'aiment pas tout comme les autres clips de l'album.
La chanson est peut-être le premier single mélancolique du groupe ou alors commençant à explorer des thèmes plus sombres. Il s'agit d'une personne perdue ne pouvant plus supporter la violence émotionnelle et qui décide d'abandonner, de partir en silence.

## Liste des chansons
Vinyle 7"Mute / 7 Bong1 (UK)
1. Leave in Silence – 4:00
2. Excerpt From: My Secret Garden – 3:16

Vinyle 12"Mute / 12 Bong1 (UK)
1. Leave in Silence (Longer) – 6:32
2. Further Excerpts From: My Secret Garden – 4:23
3. Leave in Silence (Quieter) – 3:42

CDMute / CD Bong1 (UK)1
1. Leave in Silence – 4:00
2. Excerpt From: My Secret Garden – 3:16
3. Leave in Silence (Longer) – 6:32
4. Further Excerpts From: My Secret Garden – 4:23
5. Leave in Silence (Quieter) – 3:42

Notes
- 1CD sorti en 1991.
- Toutes les chansons sont écrites par Martin Gore.

## Classements
| Pays        | Meilleure position |
| ----------- | ------------------ |
| Allemagne   | 58                 |
| Irlande     | 13                 |
| Royaume-Uni | 12                 |
| Suède       | 17                 |